# Naturschutzgebiet Gretenberg

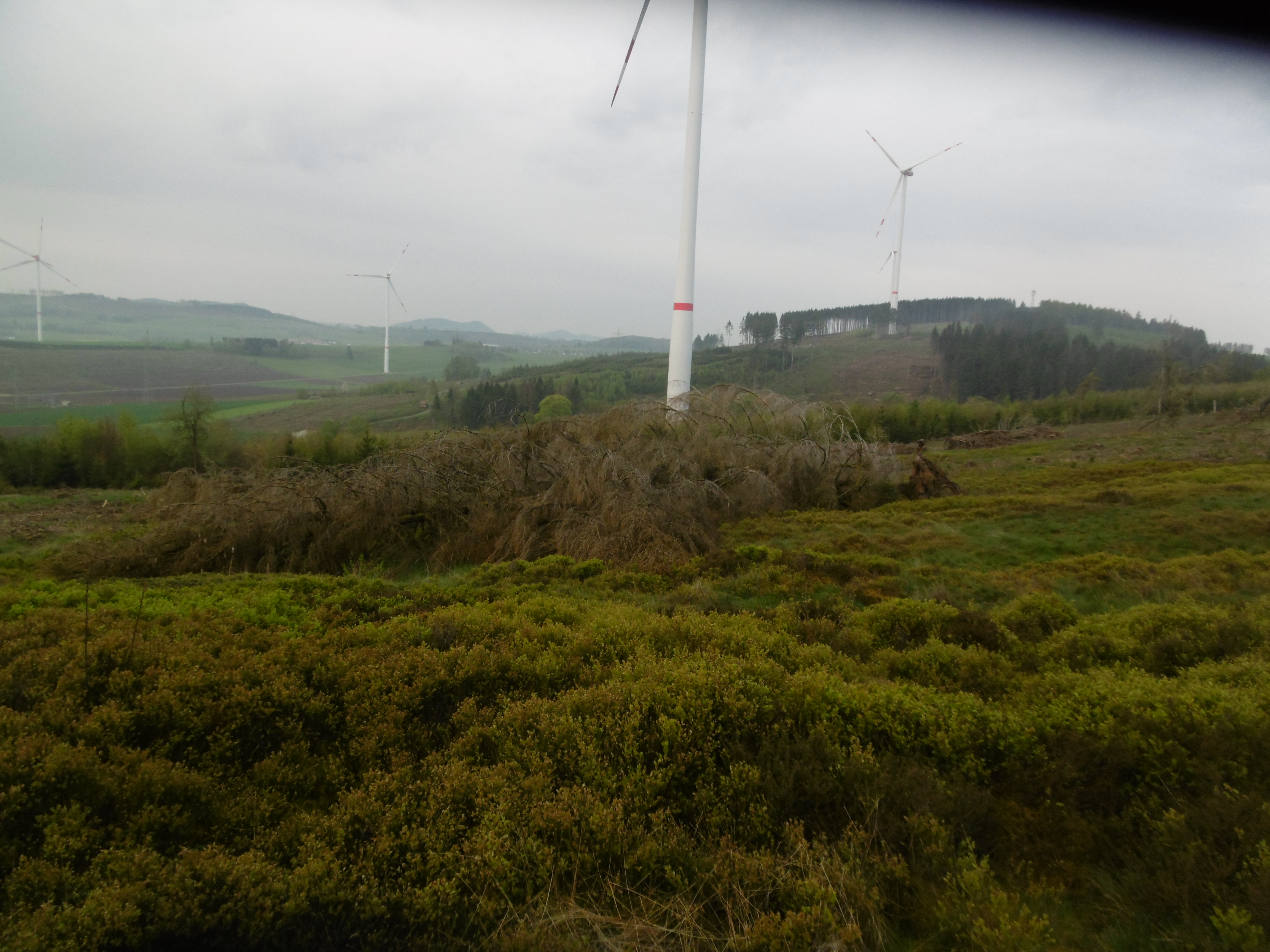
Blick nach Absterben und Fällung der Fichten um das NSG nach Brockenkäferbefall

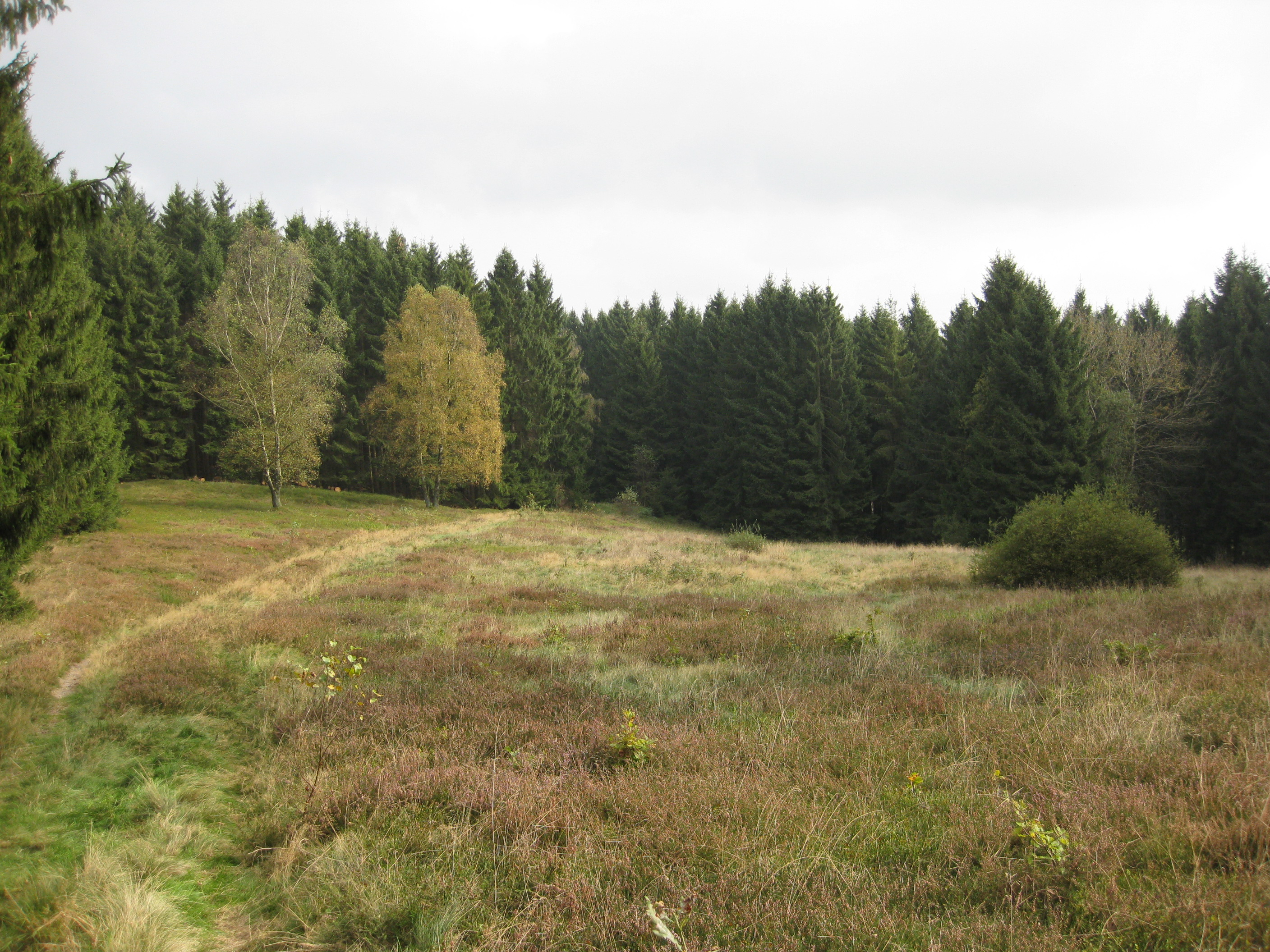
Heidefläche am Gretenberg im Oktober

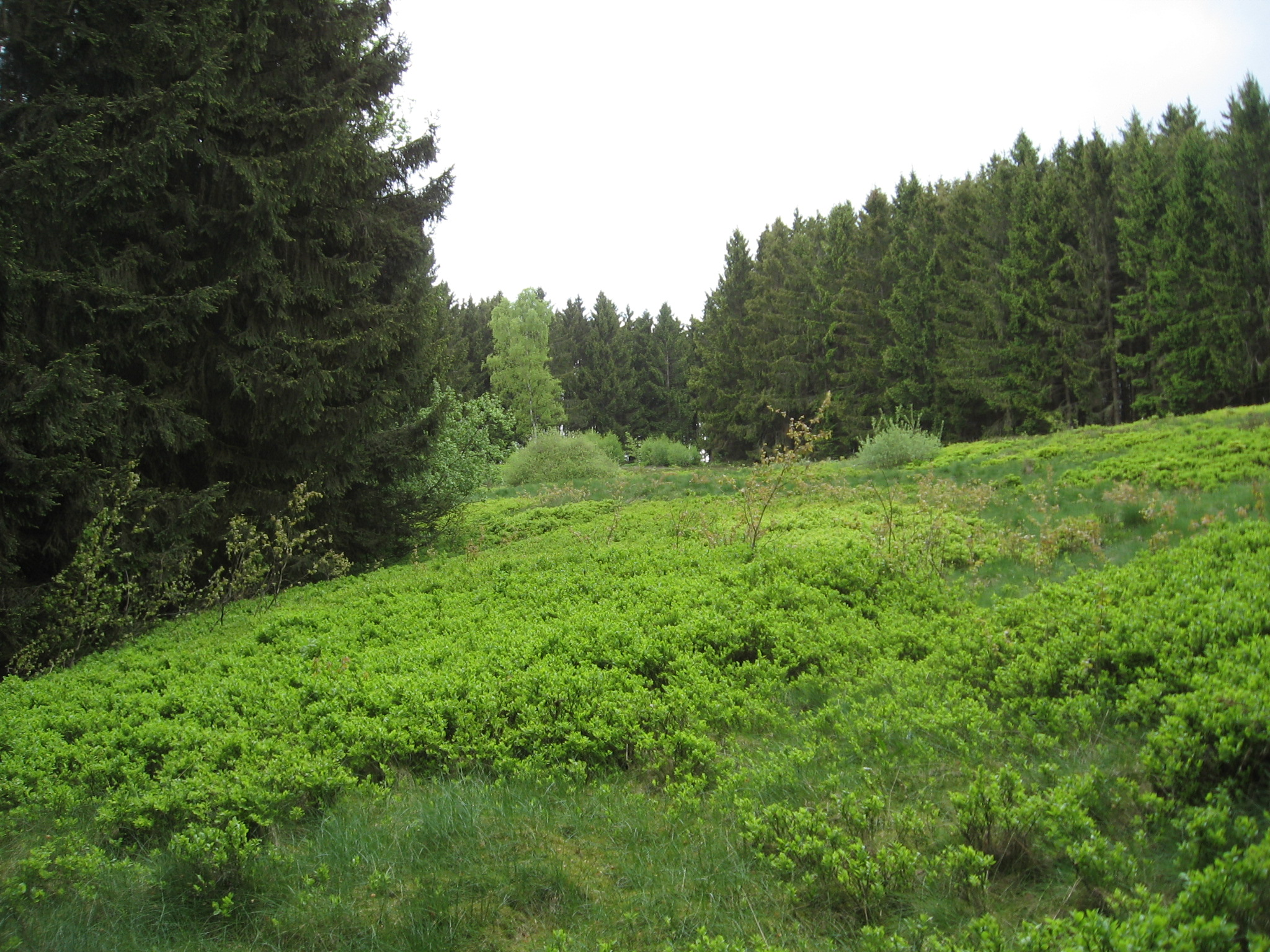
Heidefläche am Gretenberg im Mai

Das Naturschutzgebiet Gretenberg mit einer Größe von 3,45 ha liegt nordwestlich von Brilon. Das Gebiet wurde 2008 mit dem Landschaftsplan Briloner Hochfläche durch den Hochsauerlandkreis als Naturschutzgebiet (NSG) ausgewiesen. 

## Gebietsbeschreibung
Beim NSG handelt es sich um die Reste einer Zwergstrauchheide. Das Landesamt für Natur, Umwelt und Verbraucherschutz Nordrhein-Westfalen dokumentierte im Schutzgebiet Pflanzenarten wie Besenheide, Blutwurz, Borstgras, Draht-Schmiele, Dreizahn, Gewöhnliche Kreuzblume, Gewöhnliches Ferkelkraut, Gras-Sternmiere,  Harzer Labkraut, Heidelbeere, Kleine Bibernelle, Kleiner Sauerampfer, Kleines Habichtskraut, Preiselbeere, Rundblättrige Glockenblume, Wald-Ehrenpreis und Wiesen-Schafgarbe.

## Schutzzweck
Wie bei allen Naturschutzgebieten in Deutschland wurde in der Schutzausweisung darauf hingewiesen, dass das Gebiet „wegen der Seltenheit, besonderen Eigenart und Schönheit des Gebietes“ zum Naturschutzgebiet wurde.
Der Landschaftsplan führt zum speziellen Schutzzweck auf: „Erhaltung und Optimierung einer kleinen, aber in den Kernbereichen gut ausgeprägten Zwergstrauchheide als kulturhistorisches Relikt (Ergebnis früherer Waldhude) sowie als schutzbedürftiger Biotoptyp und als Lebensraum einiger gefährdeter Pflanzenarten; Stabilisierung dieses Biotopmosaiks aus Heide, Borstgras- und Magerrasen durch die genannten Pflegeeingriffe; Schutz eines Trittsteinbiotops im Zusammenhang mit einem ähnlichen Heide-NSG nördlich dieses Gebietes (‚Sonder‘).“